# Lutherdom
Lutherdomen (tyska: Luthertum) är en undergrupp av kristendomsinriktningar inom protestantismen som uppkom vid reformationen som följd av Martin Luthers och hans efterföljares (däribland Philipp Melanchthons) bibelförståelse och verksamhet. Luthers lära och lutherdomen startade som en reaktion på problem som fanns inom romersk-katolska kyrkan under 1500-talet. Kyrkor och samfund inom dessa riktningar kallas lutherska eller evangelisk-lutherska och anhängarna lutheraner. För dessa kyrkor är Martin Luthers läroskrifter och de lutherska bekännelseskrifterna konstituerande.

## Lutherska samfund
Lutherska samfund finns över hela världen, varav många samarbetar inom Lutherska världsförbundet. I Nordeuropa finns lutherska stats- och folkkyrkor, bland annat i Danmark (Danska folkkyrkan), Estland, Finland (Evangelisk-lutherska kyrkan i Finland), Island (Isländska kyrkan), Lettland, Norge (Norska kyrkan), Sverige (Svenska kyrkan) och Tyskland (Tysklands evangeliska kyrka). I Nordamerika finns flera lutherska samfund, däribland Evangelical Lutheran Church in America och Missourisynoden. På andra ställen i världen är de lutherska kyrkorna i de flesta fall före detta lutherska missionsfält.
Nyevangeliska rörelser såsom Evangeliska Fosterlandsstiftelsen (EFS) har en stark luthersk bekännelsetradition och utgör en del av Svenska kyrkan med starkare luthersk profil än kyrkan centralt.[källa behövs] Svenska Missionskyrkan har sina rötter i den lutherska traditionen, men har sedermera utvecklats åt annat håll och centralt anslutit sig till Reformerta kyrkornas världsallians. Inomkyrkliga väckelserörelser såsom pietism och læstadianism räknas såsom lutherska. Vad gäller frikyrkorörelser har vissa lokala missionsförsamlingar haft tydliga lutherska inslag. Notera att evangelikala samfund såsom Evangeliska Frikyrkan och övriga protestantiska frikyrkliga samfund i Sverige inte tillhör lutherdomen.
Efter 1951, då det blev lagligt i Sverige att ha fria lutherska kyrkor, har det vuxit fram några så kallade konfessionella lutherska kyrkor. De söker noga hålla fast vid Konkordiebokens innehåll och Luthers lära, i motsats till Svenska kyrkan som liksom andra folkkyrkor blivit mer liberal och där många, men inte alla, i reformationen främst ser en historisk bakgrund.

## Historisk bakgrund

### 1500-talet
Martin Luther är en central gestalt för lutherdomen och hela reformationen och brukar ses som dess grundare på 1500-talet. Den ursprungliga orsaken till Luthers verksamhet var att han ansåg att romersk-katolska kyrkan lärde fel vad gällde rättfärdiggörelseläran, då den accepterade penningdonationer som botgöringslättnader ("avlat"), vilket kunde misstolkas som att "köpa syndernas förlåtelse". Luther framhöll att den kristne blir frälst "genom tro allena, av nåd allena". Luther motsatte sig starkt all form av lära som hävdade att goda gärningar skulle kunna frambringa frälsning åt människan. Denna punkt i den lutherska läran hade alltsedan dess en central roll i luthersk teologi.
Som startpunkt för reformationen och lutherdomen anses vara år 1517, då Luther presenterade sina 95 teser i vilka han kritiserade katolska kyrkan för dess avlatshandel. Efter detta kom gapet mellan Luther och den katolska kyrkan att bli allt bredare och djupare. Vid riksdagen i Worms år 1521 fick Luther försvara sin lära inför kejsaren för det Tysk-romerska riket. Luther var exkommunicerad och förklarades fredlös i riket.
Martin Luther översatte Nya testamentet till tyska 1522 och hela bibeln 1534. Senare kom en del delstater i det Tysk-romerska riket att omfatta Luthers lärosatser. Lutherdomen fick en säkrare ställning i samhället. I Kurfurstendömet Sachsen erhöll Luther furstligt skydd, och gudstjänstlivet i Sachsen bearbetades: En första mässordning, Formula Missae utfärdades 1523, och en andra, Deutsche Messe, 1526. När andra furstendömen och kungariken senare skulle få lutherska majoritetskyrkor, kopierade de inte den sachsiska kyrkoordningen och mässordningarna i obearbetat skick, utan författade självständiga kyrkoordningar och mässordningar, som därför kunde variera ganska kraftigt mellan Europas olika regioner. Under 1500-talets lopp växte gudstjänstsånger på folkspråken fram inom de lutherska kyrkorna. Till skillnad från de reformert kristna hade lutheraner ingenting emot att sjunga nydiktade psalmer (psalmer i den vidare bemärkelsen), medan de reformerta endast kunde tänka sig att sjunga psalmer ur bibelboken Psaltaren (egentliga psalmer).
Inledningsvis fördes trevande samtal mellan lutheraner och företrädare för den reformerta kristendomstypen, men sedan det visat sig att Huldrych Zwingli företrädde en symbolisk nattvardssyn, bröt lutheranerna, som trodde på Kristi kropps och blods verkliga närvaro i nattvarden, vid samtalen i Marburg 1529 med de reformerta. Klyftan fördjupades efter 1536 över frågan om Jesus dött för alla människor (som lutheranerna hävdade), eller om Jesus endast dött för ett fåtal förutbestämda personer (som de reformerta hävdade). Medan lutheraner var benägna att bevara medeltida kyrkokonst, ville reformert kristna tömma kyrkorna på konstverk (ikonoklasm).
För att klargöra vad lutheranerna (även om de inte kallade sig så vid den här tiden) stod för utarbetade lutherska teologer med Philipp Melanchthon i spetsen den Augsburgska bekännelsen 1530 och Augsburgska bekännelsens apologi 1531. På detta följde att Luther och lutherdomen blev fördömda av påven. Monarken i Danmark-Norge (som även härskade över Island) bröt med heliga stolen 1526, medan monarken av Sverige och Finland slutgiltigt bröt med heliga stolen först 1536. Dock var Gustav Vasa och Sveriges riksdag sedan 1521  bannlysta som kättare av politiska skäl av påven Leo X genom sin ärkebiskop och interdikt (kyrkostrejk) var utlyst, Sverige saknade en fungerande kyrka. Gustav Vasa återskapade aldrig en relation till Vatikanen, påbörjade reformationen i Sverige och införde Lutherska protestantismen i Sverige. Under 1530-talets lopp tog båda länderna intryck av lutherdomen i Sachsen, men i båda länderna var reformationen en långvarig process i många steg. Ordningar för dop, vigsel, de sjukas smörjelse och begravning på svenska utkom 1529. En luthersk kyrkoordning antogs i Danmark 1537, i Sverige först 1572. Mässa på svenska infördes 1536, mässa på danska först 1556. Bibeln på svenska publicerades 1541 (Nya testamentet redan 1526), på danska 1550. Augsburgska bekännelsen antogs i Sverige 1593, i Danmark först 1665.
Vid religionsfreden i Augsburg 1555 beslutades principen Cuius regio, eius religio, det vill säga att statsledarens religion i en region ska anses som folkets religion. Därmed förlorade påven definitivt sin paneuropeiska makt. Det var samtidigt en förutsättning för att krigiska uppgörelser mellan katoliker och reformationsanhängare skulle upphöra. 
Vid slutet av 1500-talet hade lutherdomen blivit erkänd statsreligion i ett flertal tyska och nordiska stater (se tabell). Dessa länder blev lutherska, men förvandlingsprocessen var långsam och kyrkorna hade under hela 1500-talet på sina håll ännu många drag från det medeltida kyrkolivet. Reformationen i England från och med kung Henrik VIII påverkades inte nämnvärt av Luthers tankar, däremot av Erasmus av Rotterdams, Philipp Melanchthons, Martin Bucers, Jacobus Arminius och Georg Calixtus.
| Furstendöme                       | År då Augsburgska bekännelsen antogs                  |
| --------------------------------- | ----------------------------------------------------- |
| Kurfurstendömet Sachsen           | 1530                                                  |
| Fria hansastaden Lübeck           | 1530                                                  |
| Württemberg                       | 1534                                                  |
| Anhalt-Köthen                     | 1534-35                                               |
| Pommern                           | 1534-35                                               |
| Furstendömet Lübeck               | 1535                                                  |
| Furstendömet Lippe                | 1538 (övergick till reformert bekännelse 1605)        |
| Mark Brandenburg                  | 1539                                                  |
| Mecklenburg                       | 1549                                                  |
| Schaumburg                        | 1559                                                  |
| Hessen-Kassel                     | 1566 (men de facto reformert, 1605 de jure reformert) |
| Hertigdömet Braunschweig-Lüneburg | 1568                                                  |
| Oldenburg (land)                  | 1573                                                  |
| Bremen (historisk provins)        | 1566/1580                                             |
| Verden                            | 1566/1580                                             |
| Sverige (med Finland)             | 1593                                                  |
| Danmark (med Norge och Island)    | 1665                                                  |

### 1600-talet
1600-talet brukar kallas för ortodoxins tid inom luthersk teologihistoria. Under denna tidsperiod framhölls framför allt lärans renhet i de lutherska kyrkorna. Ett flertal av ortodoxitidens teologer har satt sitt spår i lutherdomen, däribland tyskarna Johann Gerhard, Abraham Calovius och Johann Andreas Quenstedt.
En luthersk mystik växte fram under 1610- och 1620-talet under inflytande av Johann Arndt och Jacob Böhme.
Religionskrigen kulminerade med det trettioåriga kriget, som utkämpades mellan den katolska Habsburgska monarkin och företrädesvis protestantiska furstar och kungar (de senare med stöd av det katolska Frankrike). Initialt hade kriget utmålats som ett religionskrig, men kom med tiden att handla allt mer om världsliga frågor såsom maktfördelningen mellan Frankrike och Habsburg. 
För tyskt vidkommande avslutades reformationen 1648 med Westfaliska freden, men en mer än 130-årig period av Europeiska religionskrig slutade inte förrän 1651, när det engelska inbördeskriget tog slut. Den engelska reformationen, som tog andra vägar än den lutherska, skulle inte nå sin slutfas förrän 1662 när den engelska restaurationens religiösa utformning fixerades.
Under 1650- och 1660-talet pågick stridigheter mellan lutherska konfessionalister som önskade en läromässig enhet än mer detaljerad än vad Konkordieboken ensam kunde erbjuda, och så kallade synkretister som önskade återförening med både den romersk-katolska kyrkan, de reformerta kyrkorna och de anglikanska kyrkorna. En känd tysk synkretist var Georg Calixtus, och i Sverige företräddes samma hållning av  Johannes Matthiæ Gothus.
Luthersk kyrkomusik kom, åtminstone i Tyskland, att präglas av bland andra Paul Gerhardt och Johann Sebastian Bach.

### 1700-talet
1700-talet brukar beskrivas som en pietismens tid i luthersk kyrkohistoria, även om pietismen började växa fram i Frankfurt redan 1675 och i Halle 1695. Speciellt i Tyskland, men också i Norden, betonades den enskilda kristnes vaknande till tro. Olika väckelserörelser växte fram. Herrnhutismen (i Sverige företrädd av Evangeliska brödraförsamlingen i Norden) var en väckelserörelse, som bestått ända till idag. Denna rörelse har sina rötter i byn Herrnhut i östra Tyskland. En framträdande gestalt inom rörelsen var greve Nikolaus Ludwig von Zinzendorf. En annan strömning under 1700-talet var neologin, som ifrågasatte sådana delar av den kristna tron som ansågs stå i strid med förnuftet, exempelvis underverksberättelserna och treenighetsläran. Tidiga pionjärer för textkritisk bibelforskning var de lutherska pietisterna Johann Albrecht Bengel och Johann Salomo Semler.

### 1800-talet
Under 1800-talet växte den klassiska liberalteologin (inte att förväxla med det som i dag kallas liberalteologi) fram bland lutheranerna i främst Tyskland. Universitetsteologin präglades av textkritik i bibelforskningen och exegetiken. Bibelns texter och tillkomstsätt ifrågasattes. Som kända teologer från den här tiden kan nämnas bland annat Adolf von Harnack och Albrecht Ritschl. Man kunde säga att bibelkritiken i viss mån var resultat av darwinismens påverkan på teologin.[källa behövs]
I Tyskland splittrades lutheranerna mellan sådana som villigt ville ingå i kyrkogemenskap med reformerta kristna inom den s.k. "Preussiska unionen" (och kompromissa i lärofrågor) och sådana som betonade sådana exklusivt lutherska läror som att Jesus dött för alla människor, att Kristi kropp och blod anses vara verkligt närvarande i nattvarden, och att Jesu mänskliga natur erhöll gudomliga egenskaper av Jesu gudomliga natur.
Också nationalismen påverkade starkt de lutherska statskyrkorna i Nordeuropa under 1800-talet. En del röster inom kyrkorna framhöll att kyrkan var till för just det folket och att till exempel Danmarks folk skulle vara ett ”gudsfolk”. I Danmark försökte Nikolaj Frederik Severin Grundtvig lösa tvisten mellan olika bibeltolkningar och mellan motsägelsefulla delar av bibeln genom att sätta "det levande ordet" högst, det vill säga Guds verksamma ord i dopformuleringen hämtad ur Matt. 28:19, nattvardens instiftelseord i 1Kor. 1:23-25 och Guds ords sammanfattning i den apostoliska trosbekännelsen bekänd av menigheten. En annan viktig gestalt inom Danska folkkyrkan på 1800-talet, var kyrkokritikern och existentialisten Søren Kierkegaard.
Också väckelsefromheten var stark i speciellt de nordiska länderna under 1800-talets senare hälft. Till exempel har den evangeliska väckelsen i Finland och Sverige sina rötter här. Också missionen prioriterades starkt under den här tiden, med flera missionsorganisationer från de lutherska kyrkorna som sände sina missionärer främst till Afrika.
I kritik mot det de upplevde som väckelserörelsernas polarisering mellan kyrkomedlemmar i omvända "sanna" kristna och oomvända kristna (trots att de senare var döpta nattvardsgäster), betonade de lutherska "högkyrkliga" konfessionalisterna (exempelvis Ebbe Gustaf Bring och Gottfrid Billing i Sverige, och Wilhelm Löhe i Tyskland) alla kyrkomedlemmars enhet inom en kyrkoinstitution skapad av Gud själv genom dopet, nattvarden, avlösningen, bibelläsningen och bönen. Denna konfessionella högkyrklighet återinförde diakonatet i de lutherska kyrkorna – inledningsvis i form av så kallad moderhusdiakoni.

### 1900-talet
Det är svårt att ge en enhetlig bild av hur lutherdomen sett ut under 1900-talet. 1800-talets religionskritik, bibelkritik, vetenskap och humanism präglade prästutbildningen, och ledde till utbredd liberal teologi, och i vissa församlingar även liberalteologi. Inom Svenska kyrkan har det pågått en kyrklig förnyelse vilket man kan iaktta även i andra länder. Uddo Lechard Ullman (1837–1930), biskop i Strängnäs stift 1889–1927 arbetade för gudstjänstlivets förnyelse och främst med inflytande genom sin bok Evangelisk-luthersk liturgik. Århundradet präglades av en stark sekularisering och upplösningen av det starka band som funnits mellan stat och kyrka under de tidigare seklen. Även om flera länder fortsättningsvis har en luthersk stats- eller folkkyrka, fungerar dessa i stort sett som separata enheter skilda från staten. Missionen har i likhet med vad som var fallet under 1800-talet haft en central roll framför allt i de lutherska väckelserörelserna.
Under inflytande av bland annat Nathan Söderblom och Friedrich Heiler växte i början av 1900-talet fram en ny typ av evangelisk-luthersk högkyrklighet i Tyskland, Sverige och USA, som, till skillnad från sin föregångare på 1800-talet, snarare var ekumeniskt inriktad än konfessionell. I mitten av 1900-talet splittrades emellertid strömningen i flera delar, på grund av inbördes skilda åsikter om bland annat bibelsyn och prästvigning av kvinnor.
I slutet av första världskriget (1918) avskaffades statskyrkosystemet i alla tyska delstater.
För de evangelisk-lutherska kyrkorna i Tyskland utgjorde den nazityska tidsperioden en djup kris, som föranledde en omprövning av den tidigare oproblematiskt positiva synen på statsmakten. Lutherska och reformerta teologer samarbetade 1934 med att författa Barmendeklarationen, som tog avstånd från nazismen, och både de evangelisk-lutherska och reformerta kyrkorna i Tyskland splittrades i den anti-nazistiska Bekännelsekyrkan och den nazivänliga Deutsche Christen. De evangelisk-lutherska kyrkorna hade under hela sin tidigare historia saknat något samordnande internationellt organ, men under Europas återuppbyggnad efter kriget, 1947, grundades Lutherska världsförbundet – inledningsvis under starkt norskt och svenskt inflytande. Vid bildandet av Kyrkornas världsråd 1948, inträdde många evangelisk-lutherska kyrkor i detta. 
Under 1900-talets lopp började några lutherska kyrkor att prästviga kvinnor, med början i Danmark 1948. I mitten av 1900-talet började klosterlivet återinföras i lutherska kyrkor i Sverige, Tyskland och USA. Ekumeniska samtal med den romersk-katolska kyrkan blev möjliga efter Andra Vatikankonciliet och upptogs 1964. Ett gemensamt dokument om samsyn i rättfärdiggörelseläran antogs 1999, men accepteras inte av konfessionella evangelisk-lutherska trossamfund utanför Lutherska världsförbundet. Lutherska kyrkor är sinsemellan inte eniga om synen på diakonatet. Medan exempelvis Svenska kyrkan numera betraktar diakonatet som en del av det treledade apostoliska ämbetet, är diakonatet i somliga andra evangelisk-lutherska kyrkor ännu moderhusorganiserat på 1800-talets vis.
De evangelisk-lutherska kyrkorna i norra Europa trädde stegvis (Svenska kyrkan redan 1922, övriga först på 1990-talet) i gemenskap med de anglikanska kyrkorna på brittiska öarna och på iberiska halvön, den så kallade Borgågemenskapen. Centraleuropeiska lutherska kyrkor, som ofta saknar apostolisk succession, står utanför Borgågemenskapen. De sista decennierna under 1900-talet såg framväxten av bland annat kontextuell teologi och karismatiska väckelser inom evangelisk-lutherska trossamfund.

### 2000-talet
Om 2000-talet är det kanske för tidigt att ännu säga någonting. Utvecklingen är fortsättning på 1900-talets sekulariseringsprocess i folkkyrkorna. Också den pluralism och postmodernism som orsakats av bland annat globaliseringen har gjort att splittringen bland lutheranerna blivit allt större.
Under 2000-talet har dock även traditionellt lutherska rörelser växt fram i Norden genom att konservativa grupper mer eller mindre lämnat de liberala folkkyrkorna och bildat Missionsprovinsen i Sverige, Evangelisk-lutherska missionsstiftet i Finland och Det evangelisk-lutherske stift i Norge.

## Viktiga lutherska läropunkter
Som vi ser i historiken ovan, är den lutherska läran ingalunda fullständigt enhetlig. Också skillnaden mellan luthersk och Luthers lära bör poängteras. Till exempel är inte den lutherska bekännelseskriften Augsburgska bekännelsen ett verk av Luther. Man kunde säga att idén till en reformation kom från Martin Luther, men efter det har den lutherska läran utvecklats som en egen enhet, dock under stark påverkan från denne.
Här några centrala lutherska läropunkter, som omfattas i olika grad av lutherska kyrkosamfund (de liberala har stor frihet i tolkningen, de konservativa mindre frihet och de konfessionella följer dem utan att tillåta avvikelser):

### Auktoritet och bibelsyn

Lutherrosen är en symbol som brukar användas som symbol för lutherdomen.

Som Martin Luther hävdar, är Bibeln det enda rättesnöret för luthersk lära och lutherskt liv. Lutherdomen bröt sig ur (eller som vissa hävdar: bröts ur) den romersk-katolska kyrkan och accepterar således inte traditionen eller påven som någon auktoritet. Förhållandet till kyrkans tradition är dock olika i olika lutherska grupperingar och en del håller den för att vara nästintill bindande.
Enligt luthersk lära är alltså Bibeln enda rättesnöre, men det hävdas att bekännelseskrifterna (ofta samlade i Konkordieboken) tolkar Bibelns lära rätt. Till de bekännelseskrifter som återfinns i Konkordieboken hör:
- Apostoliska trosbekännelsen
- Nicaenska trosbekännelsen
- Athanasianska trosbekännelsen
- Augsburgska bekännelsen
- Augsburgska bekännelsens apologi
- Schmalkaldiska artiklarna
- Om påvens makt och överhöghet
- Martin Luthers stora katekes
- Martin Luthers lilla katekes
- Konkordieformeln

Konkordiebokens skrifter äger inte samma ställning i alla evangelisk-lutherska kyrkor. Danska folkkyrkan använder sig bara av de tre tidiga trosbekännelserna, Augsburgska bekännelsen och Luthers lilla katekes, men inte de övriga skrifterna i Konkordieboken. Inom Svenska kyrkan har de tre tidiga trosbekännelserna och Augsburgska bekännelsen ställning som "sammanfattningar" av tro, bekännelse och lära, medan Konkordiebokens övriga skrifter – inte ensamma, utan tillsammans med ett antal övriga, nyare, dokument – "förklarar och kommenterar" denna. Huria Kristen Batak Protestant är ett evangeliskt-lutherskt trossamfund i Indonesien, som inte har antagit någon av Konkordiebokens skrifter. Däremot använder denna kyrka de gamla trosbekännelserna i gudstjänstlivet, och använder Luthers lilla katekes i undervisningen.

### Rättfärdiggörelseläran
Martin Luther motsatte sig starkt all form av gärningslära och det att människan skulle kunna köpa åt sig frälsningen. Detta är en central punkt, kanske den mest centrala, i luthersk kristendom. Den kristne blir frälst genom tro, av nåd allena. Jesu Kristi död på korset är försoningen för mänsklighetens synd och den som tror på Jesus blir frälst. De goda gärningarna ses inte som ett medel för frälsningen, utan som en följd av den.

### Sakramentslära
Den romersk-katolska kyrkan har sju sakrament. Ett av Luthers kriterier för vad ett sakrament är var att det skall ha ett yttre tecken (vattnet vid dopet, brödet och vinet vid nattvarden) och vara instiftat av Jesus själv. Med denna definition är dopet och nattvarden sakrament, men i den Augsburgska bekännelsens apologi (1531) finner man ett antal alternativa sakramentsdefinitioner, som möjliggör synsätten att sakramenten är tre (inklusive bikten), fem (inklusive ordinationen till predikoämbetet och äktenskapet), sju (i likhet med romersk-katolskt synsätt) eller tio (inklusive bönen, överheten och prövningarna).
Om nattvarden lär lutheranerna att Kristi kropp och blod är fysiskt närvarande i nattvardselementen. Augsburgska bekännelsens Apologi kallar det som sker i mässan för en "förvandling". Detta utesluter inte att kroppen och blodet samexisterar med bröd och vin, i motsats till katolska kyrkans lära (den så kallade transsubstantiationsläran) som innebär att brödet och vinet upphör att existera vid förvandlingen till Jesu kropp och blod. Både lutheraner och katoliker är överens om att brödet och vinet behåller sina förutvarande sinnliga egenskaper vid förvandlingen. Nattvarden är inte heller blott en symbolisk minnesmåltid, som reformatorn Huldrych Zwingli hävdar.

### Prästadömet
Emedan den lutherska läran framhåller det allmänna prästadömet, är förhållningssättet till ett särskilt prästämbete olika i olika kyrkor. I Augsburgska bekännelsen talas om ett ”Ordets och sakramentsförvaltningens ämbete” men detta har tolkats på olika sätt. Alla lutherska kyrkosamfund har till exempel inte biskopar som skulle viga präster åt kyrkan. Den apostoliska successionen eftersträvas inte i alla samfund. De europeiska stats- och folkkyrkorna har dock i stort sett alla en organisation med biskopar och präster.

## Lutherska kyrkor och samfund
I dag finns det många lutherska kyrkor och samfund runtom i världen. Ett gemensamt samarbetsorgan finns för en del (främst liberala) lutherska kyrkor, nämligen Lutherska världsförbundet. Några nordeuropeiska lutherska kyrkor är också i förbund med några anglikanska kyrkor i Borgågemenskapen. Drygt trettio konservativa lutherska kyrkor samarbetar i International Lutheran Council. Ett tjugotal konfessionella lutherska kyrkor har slutit sig samman till Konfessionella evangelisk-lutherska konferensen.

### Nordamerika
I Nordamerika kan nämnas framför allt två stora lutherska samfund, Evangelical Lutheran Church in America (ELCA) och Missourisynoden. ELCA är med i Lutherska världsförbundet, medan Missourisynoden tillhör International Lutheran Council. De lutheraner som bor i USA och Kanada är till största delen avkomlingar till immigranter från Tyskland och Norden.

### Europa

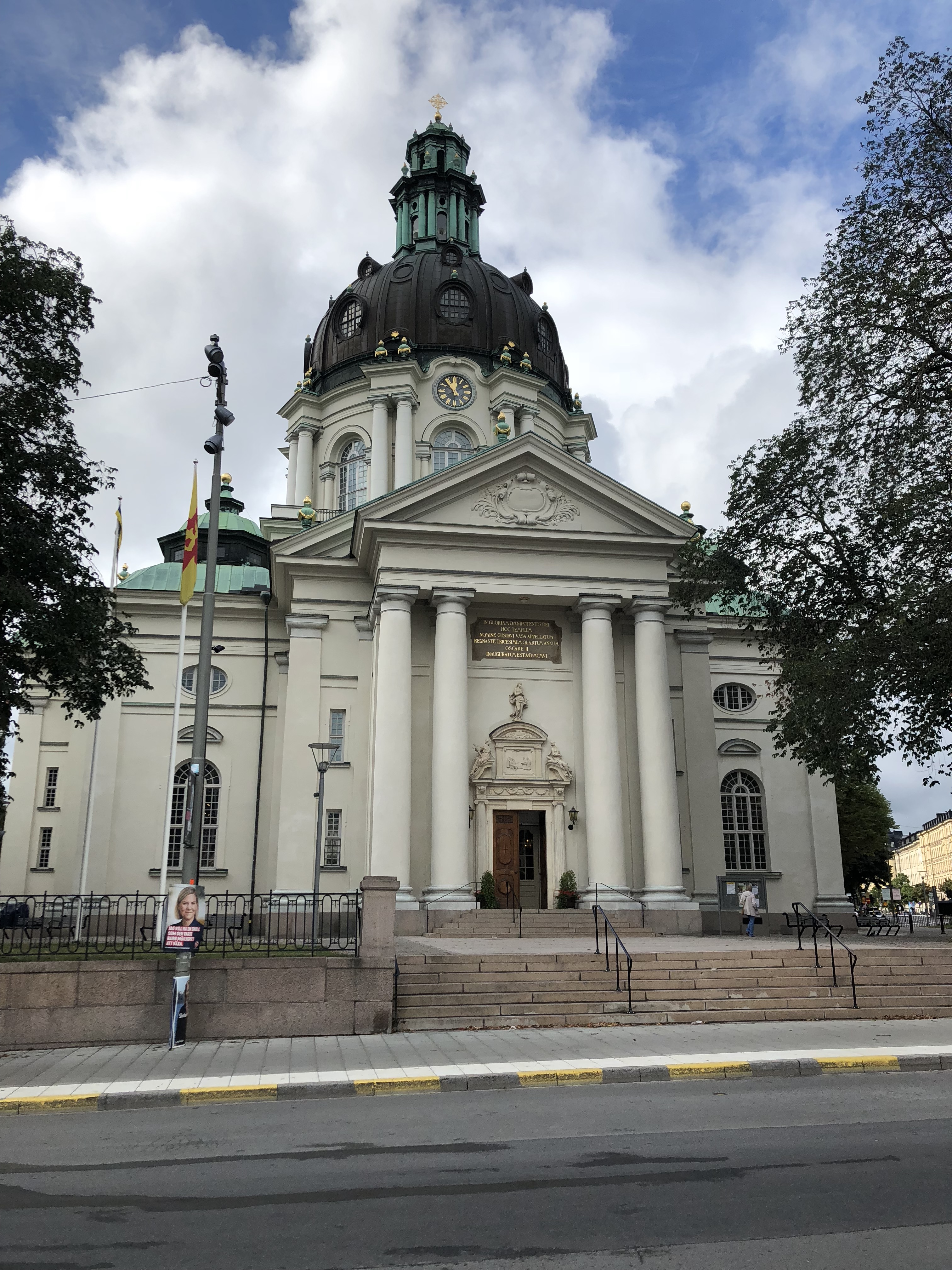
Gustaf Vasa kyrka i Stockholm, exempel på en svensk kyrka.

I Europa återfinns till medlemsantalet relativt stora lutherska stats- och folkkyrkor. Dessa kyrkor finns i Tyskland, Norden och Baltikum. Inom en del kyrkor förekommer stor splittring i olika grupperingar inom kyrkan. Bland annat frågorna om kvinnliga präster, förhållandet till homosexualitet och förhållandet till andra kristna samt främmande religioner och kulturer orsakar stora stridigheter inom kyrkorna. Också samhällets starka sekularisering och det låga deltagandet i församlingarnas aktiviteter är kännetecknande för de lutherska kyrkorna i Europa.
Några lutherska kyrkor i Europa:
- Danska folkkyrkan
- Estniska evangelisk-lutherska kyrkan
- Evangelisk-lutherska kyrkan i Finland
- Färöarnas folkkyrka
- Isländska kyrkan
- Lettlands evangelisk-lutherska kyrka
- Evangelisk-lutherska kyrkan i Litauen
- Norska kyrkan
- Svenska kyrkan

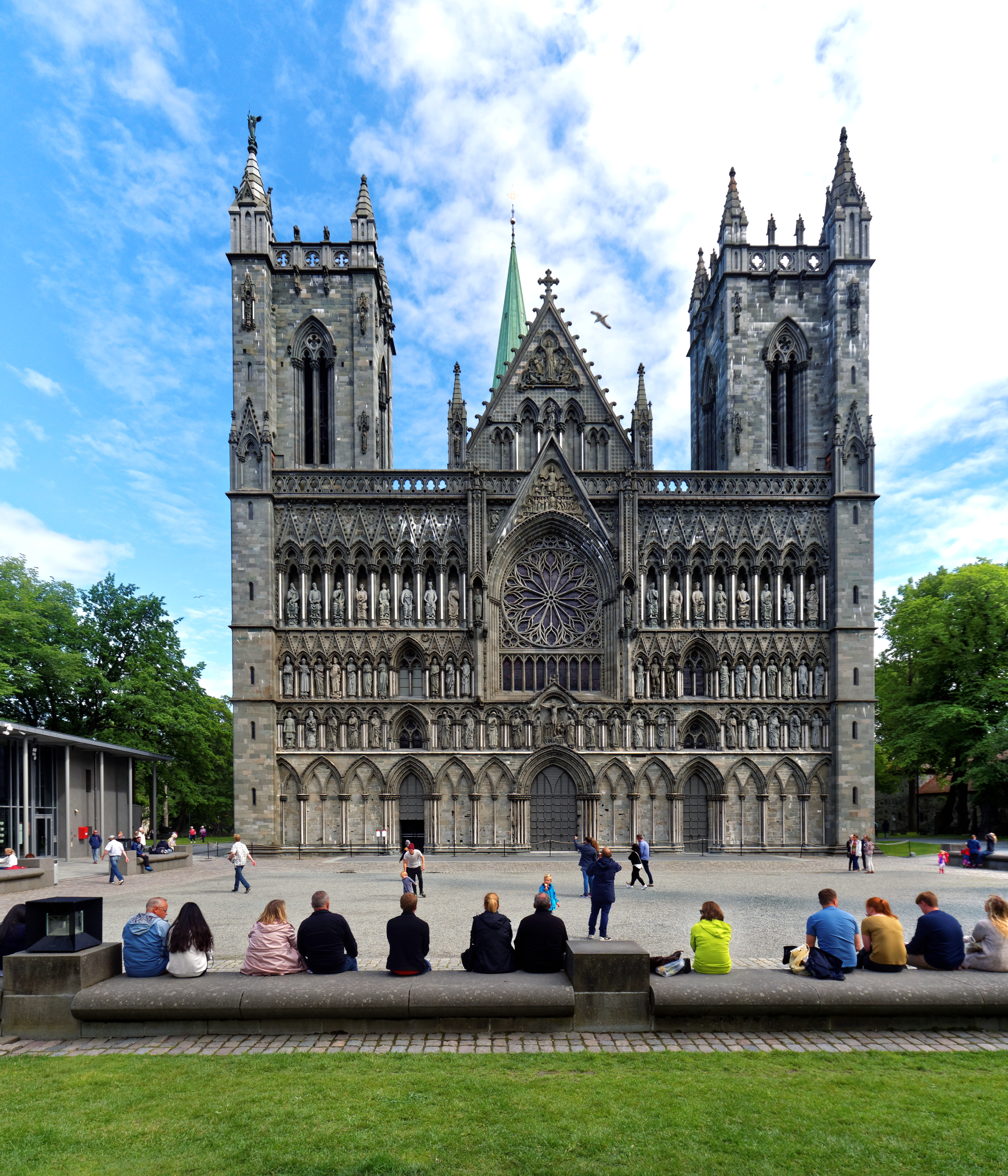
Nidarosdomen i Trondheim, Norge (norska kyrkan).
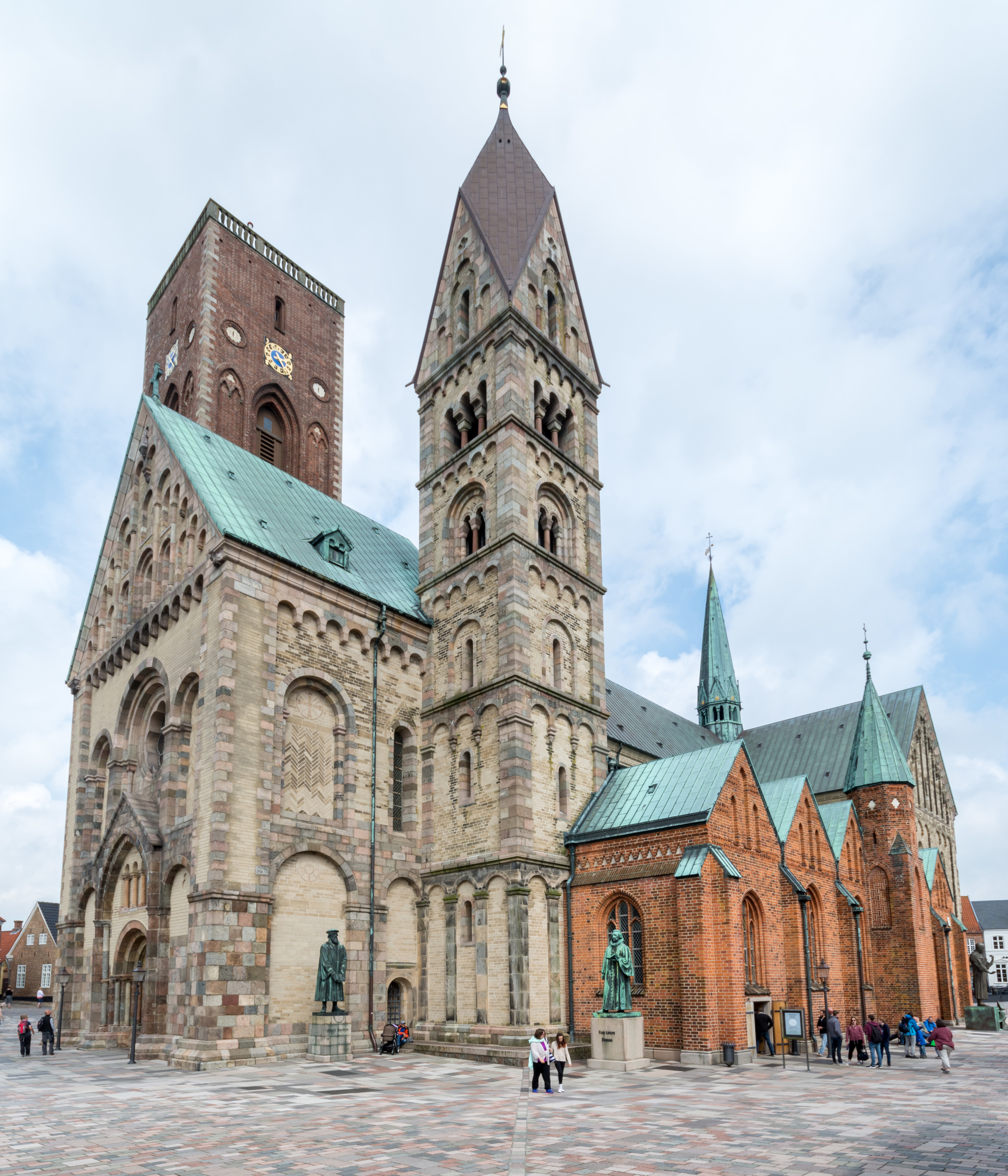
Ribe domkyrka i Ribe, Danmark (danska folkkyrkan).
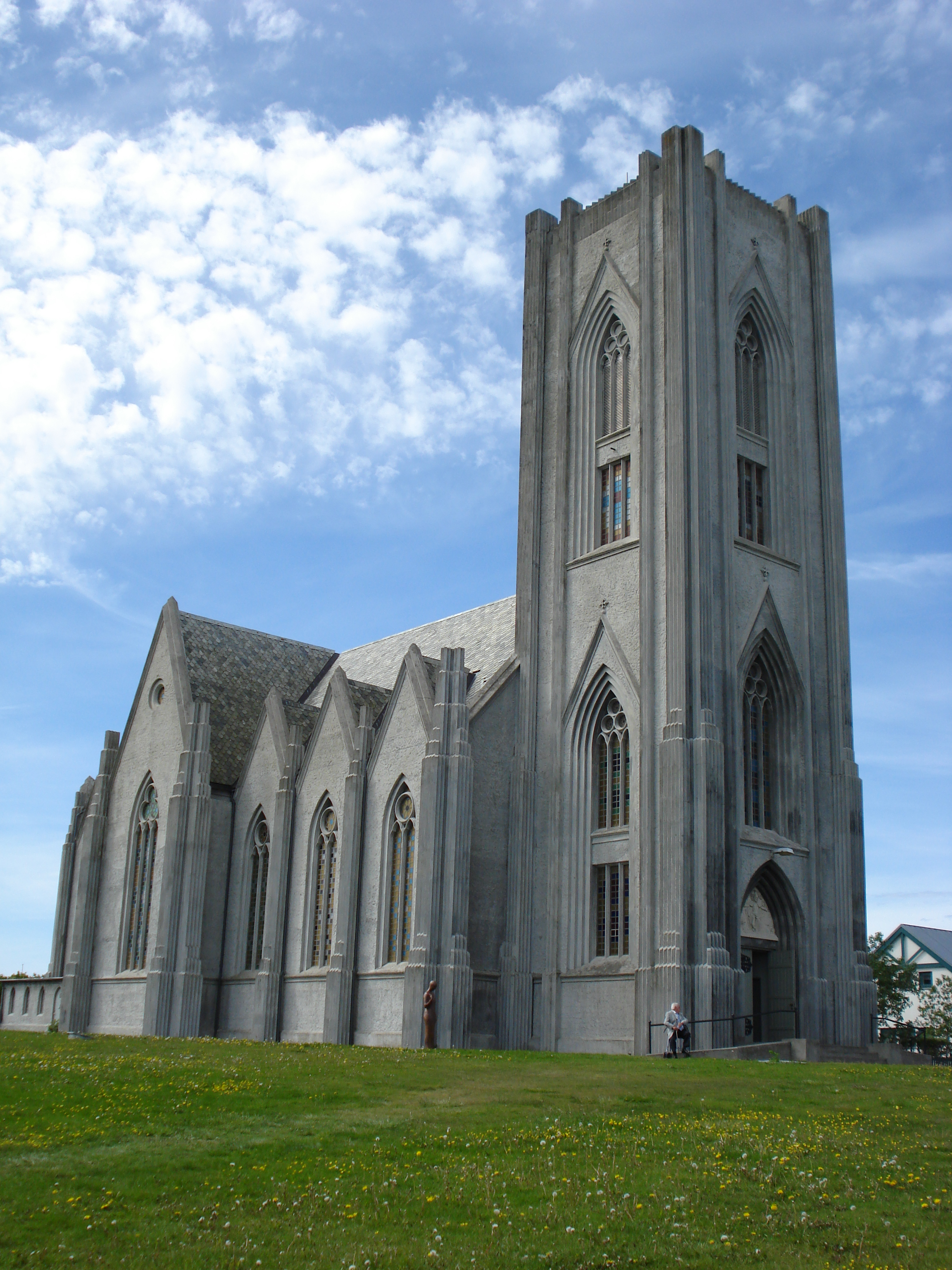
Landakotskirkja i Reykjavík, Island (isländska kyrkan).
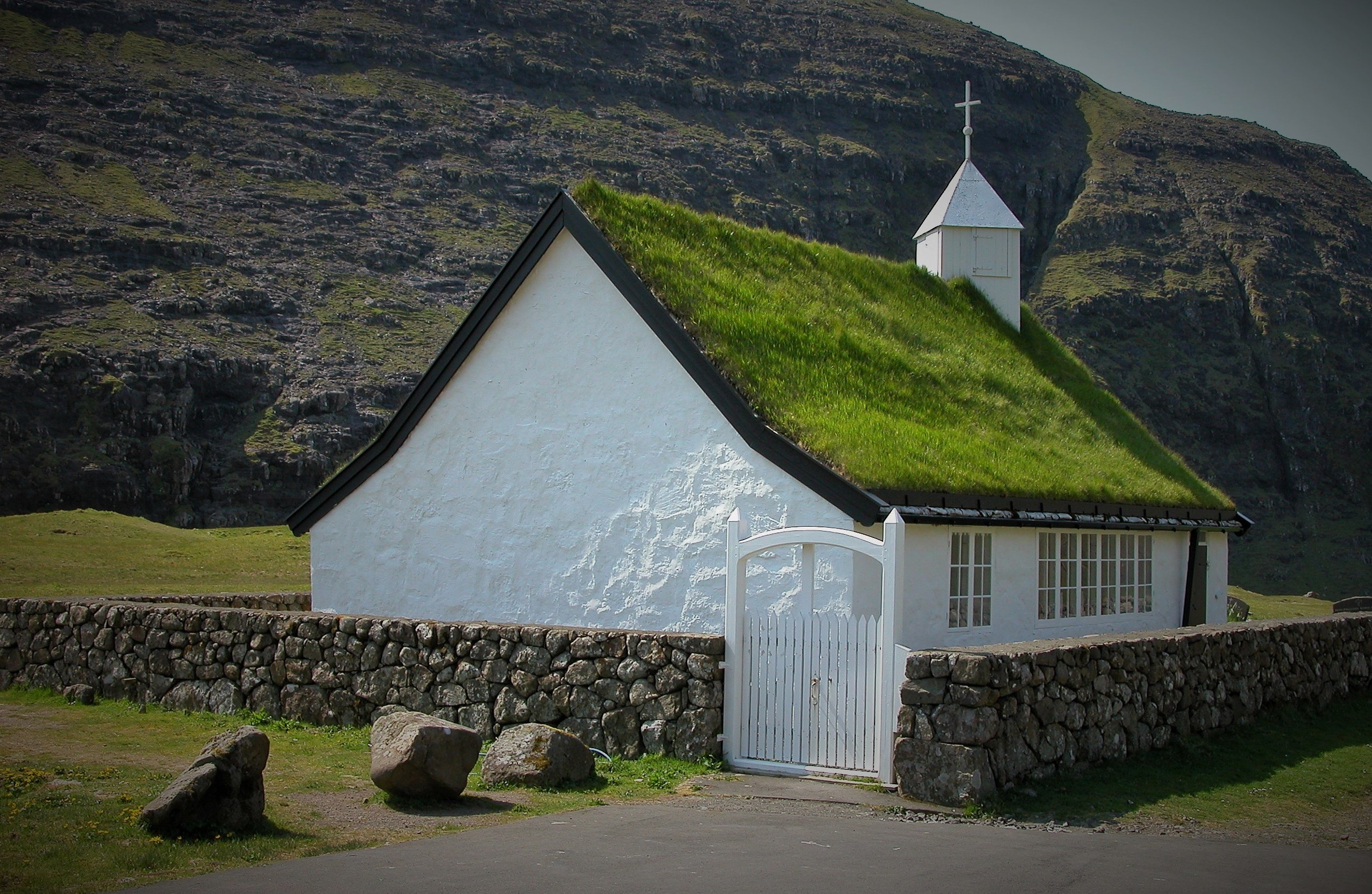
Saksunar kirkja i Saksun, Färöarna (Färöarnas folkkyrka).

### Afrika
I Afrika är de lutherska kyrkosamfunden i huvudsak samfund som grundats vid före detta eller ännu aktiva missionsfält. Stora lutherska kyrkor finns bland annat i Etiopien, Madagaskar, Namibia, Kenya och Tanzania.